# Zarda (baile)

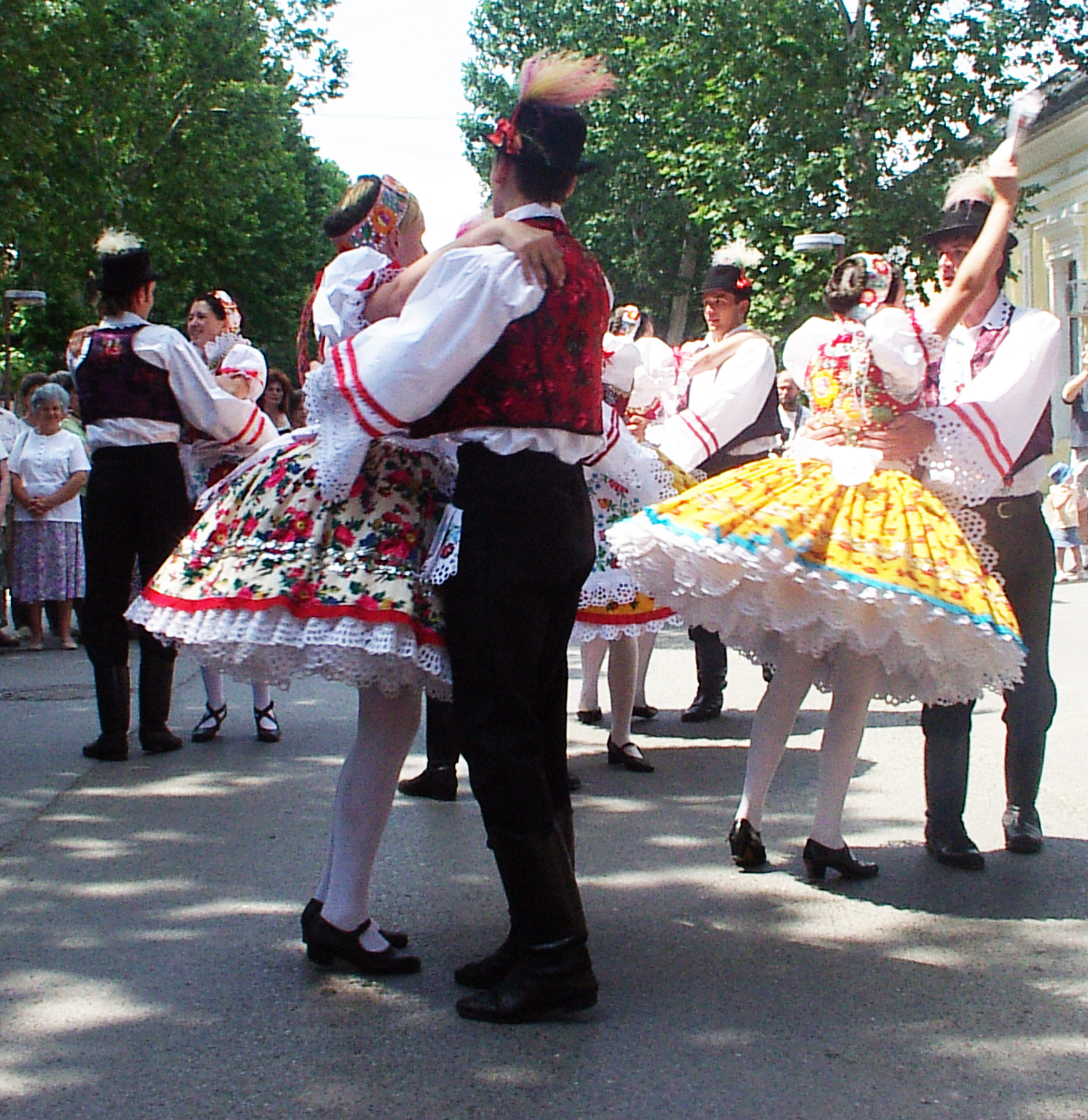
Húngaros en Vojvodina, bailando el csárdás.

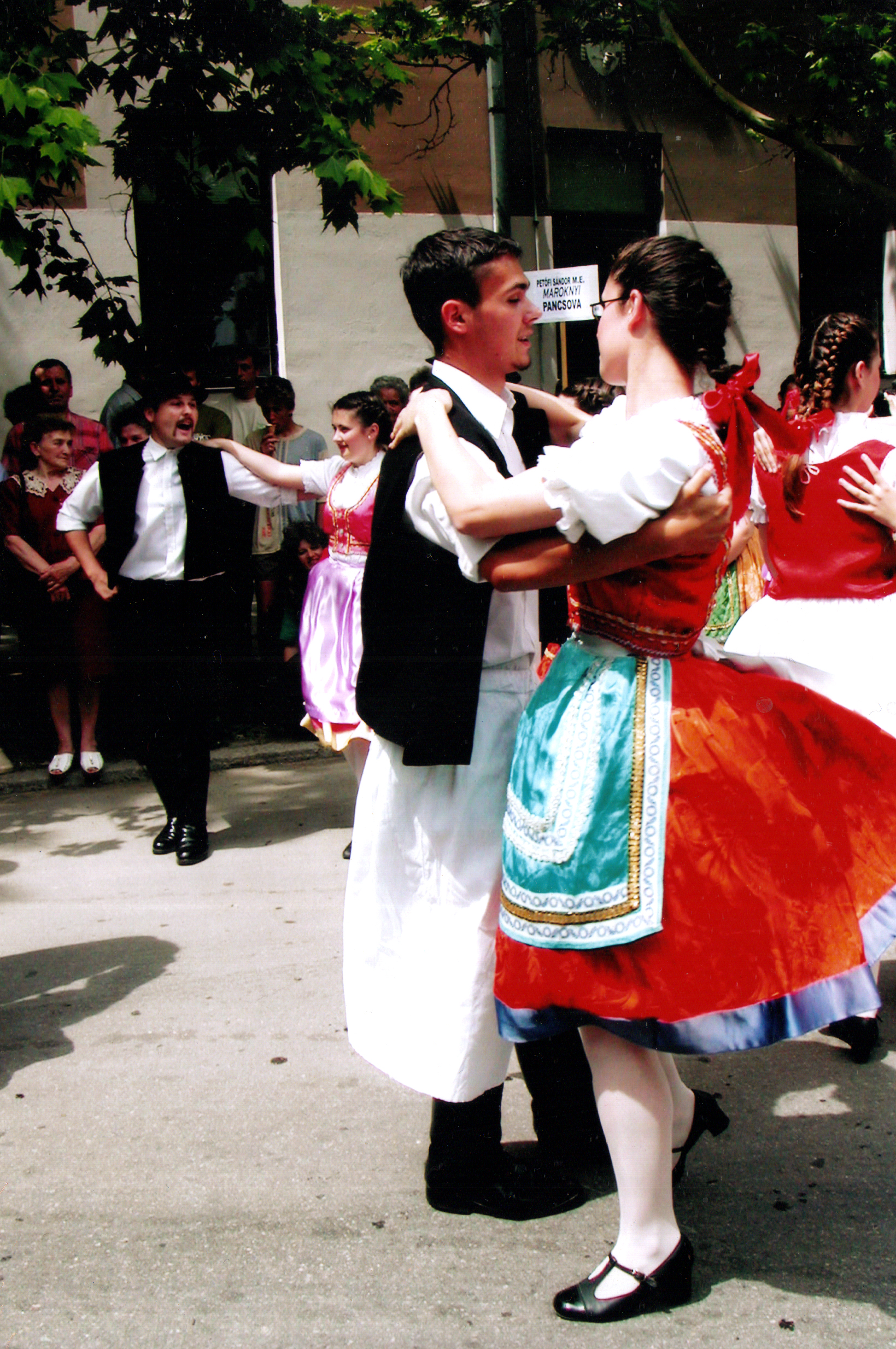
Húngaros en Skorenovac, bailando el csárdás.

La zarda o czarda (en húngaro: csárdás, pronunciado /ˈt͡ʃaːrdaːʃ/, «chárdash»)  es un baile tradicional húngaro. Fue popularizado por bandas de música romaní en Hungría y en las zonas vecinas de Voivodina, Eslovaquia, Eslovenia, Croacia, Ucrania, Transilvania y Moravia, así como entre los bánatos búlgaros, incluidos los residentes de Bulgaria.

## Historia
Sus orígenes se remontan a los verbunkos húngaros del siglo XVIII, utilizados como baile de reclutamiento por parte del ejército húngaro.
La zarda se caracteriza por una variación en el tempo: arranca de manera parsimoniosa (lassú) y termina en un tempo rapidísimo (friss, literalmente ‘fresco’). Hay otras variaciones del tempo, llamadas ritka csárdás, sűrű csárdás y szökős csárdás. La música es en compases de 2/4 o 4/4. Los bailarines son hombres y mujeres, yendo estas vestidas con tradicionales faldas amplias, habitualmente de color rojo, que toman una forma peculiar cuando giran.

## Compositores
Márk Rózsavölgyi, compositor y violinista de origen judío, nacido en Balassagyarmat (Hungría) en 1848, es conocido como el padre de las zardas.
Algunos compositores clásicos han utilizado zardas en su obra, como Emmerich Kálmán, Franz Liszt, Johannes Brahms, Johann Strauss, Pablo de Sarasate, Piotr Ilich Chaikovski y Pedro Iturralde. Probablemente la zarda más conocido es Zardas de Vittorio Monti, escritas en 1904 para violín o mandolina y piano. Esta virtuosa pieza tiene cinco variaciones de tempo.
Entre otros, Barón Rojo es uno de los grupos de música heavy metal que versiona zardas.
La banda Mägo de Oz incluye una versión folk en su disco Jesús de Chamberí dándole el nombre de csárdás, siendo ésta un cover del tema original de Barón Rojo.